# Abia
Abia és un estat del sud-est de Nigèria. La seva capital és Umuahia, tot i que la ciutat més important és Aba, que anteriorment fou un lloc d'avantguarda del govern colonial britànic. L'estat fou creat el 1991 quan es va separar de l'Estat d'Imo i la majoria dels seus ciutadans són igbos (95% del total). És un dels nou estats de la Regió del Delta del Níger). Abia forma part de la regió cultural d'Igboland.

## Geografia
L'Estat d'Abia té una superfície de 5.834 km², que representa el 5,8% del total Nigèria. Està envoltat pels estats d'Anambra, d'Enugu i d'Ebonyi al nord i nord-est; l'Estat d'Imo a l'oest; els Estats de Cross River i d'Akwa Ibom a l'est i al sud-est; i l'Estat de Rivers al sud. El sud d'Abia està situat a valls pluvials que estan a una altitud baixa i té una alta pluviositat: uns 2400 mm/any, que és més intensa entre l'abril i l'octubre. La resta de l'estat són planes moderadament altes.
Al nord-oest de l'estat s'origina el riu Imo, que flueix cap a l'oceà Atlàntic a través del sud-oest d'Abia i l'estat d'Imo. Altres rius importants són l'Igwu, el Blau Azurnini i el Kwa Ibo.
A Abia hi ha sòls ferralítics a la costa i al·luvials a les riberes dels rius. El sòl no és especialment fèrtil. Els problema ecològic més important d'Abia és l'erosió del sòl.
La majoria de la vegetació de l'Estat és de boscos tropicals humits, com a gran part del sud de Nigèria. Al nord d'Abia hi ha vegetació de sabana. Hi ha silvicultura a la selva, sobretot de l'oli de palma.

## Història
L'Estat d'Abia fou creat el 1991, quan es va separar d'Imo. El nom d'"Abia" és una abreviació de les seves quatre regions més densament poblades: Aba, Bende, Isuikwuato i Afikpo.

## Demografia i etnografia
La majoria de la població d'Abia són igbos, el poble que predomina al sud-est de Nigèria. La seva llengua tradicional és l'igbo. L'anglès es parla molt i és la llengua oficial del govern i dels negocis. La majoria dels habitants de l'estat són cristians.

## Economia i infraestructures
A Abia és important la producció de gas natural i de petroli; aquesta representa el 39% del seu PIB. L'agricultura representa en representa el 27% del PIB i dona feina al 70% dels treballadors. Abia disposa de moltes terres arables que produeixen nyam, dacsa (blat de moro), patates, arròs, anacard, plàtan de cuinar i tapioca. A Abia també hi ha dipòsits de petroli. El sector manufacturer només representa el 2% del PIB estatal.
Els recursos minerals d'Abia són gasoil cru (jaciments al riu Imo, a Obuzo, Owaza Ngboko, Nkali, Odogwua, Obeakpu i Isimiri), gas natural (a Ukv East), arenes de quitrà a Nneochi, zinc i coure a Nneochi, fosfat a Arochukwu, pedra calcària a Arochukwu i Isuikwuato, guix a Nneochi, mena de ferro al nord d'Isuikwuato, caolinita a Ikwuano i al nord-oest d'Isuikwuato, sorres industrials, roca ígnia i laterita.
Els aeroport més propers a Abia és el Sam Mbakwe Cargo Airport (Owerri Airport), que està a una hora en cotxe d'Aba i el Port Harcourt International Airport, a dues hores de la mateixa ciutat. A l'Estat hi ha transport ferroviari i carreteres. Les zones de la costa també són accessibles amb transport marítim.

## Política
Abia està governat per un governador executiu elegit democràticament que treballa conjuntament amb l'Assemblea Estatal. La capital de l'Estat és Umuahia. Té setze àrees de govern locals (LGAs).
El 1999, quan Nigèria va esdevenir una democràcia, el Partit Democràtic del Poble (PDP) va guanyar les eleccions a governador d'Abia. El 2003 i el 2007 aquest partit va tornar a guanyar les eleccions.

### Subdivisions administratives
Abia té 17 Àrees de Govern Locals (LGAs): Aba North, Aba South, Arochukwu, Bende, Ikwuano, Isiala Ngwa North, Isiala Ngwa South, Isuikwuato, Obi Ngwa, Ohafia, Osisioma Ngwa, Ugwunagbo, Ukwa East, Ukwa West, Umuahia North, Umuahia South i Umu Nneochi.

### Governants tradicionals
| Títol                                  | Grup Ètnic                        | Nom                                        | Classe     | LGAs          | Palau                 |
| -------------------------------------- | --------------------------------- | ------------------------------------------ | ---------- | ------------- | --------------------- |
| Enyi (Eze) of Aba                      | Igbos / ?                         | Eze Issac Ikonne                           |            |               |                       |
| Eze Aro                                | Igbos / Arochukwu                 | Mazi Ogbonnaya Vincent Okoro (Eze Aro III) | 1          | Arochukwu     | Oro Arochukwu         |
| Ike 1 of Ikeisu                        | Igbos / Isus                      | Dr. Augustine O. Igwe (Ike I)              | ?          | Arochukwu     | Ikeisu (Utugiyi)      |
| Ugo Oha (Eze) of Etiti Mgboko Umuanunu | Igbos / Etiti                     | Ngozi Ibekwe                               | 1          | Obi ngwa      | ?                     |
| Eze 1 of ovukwu abam onyerubi          | Igbos / Ndi oji Abam Oriji Ojembe | 1                                          | Isuikwuato | ?             |                       |
| Eze Ukwu 1 of Ngwa-Ukwu                | Igbos / Ngwa                      | Benard Enweremadu                          | 1          | Isiala Ngwa   | Ngwa Ukwu             |
| Eze of Nunya                           | Igbos / ?                         | Dr. M.E. Ihevume                           | ?          | ?             |                       |
| Ossah-Ibeku (Eze) of Umuahia           | Igbos / ?                         | Hope Onuigbo                               | X          | X             | Umuahia Amibo, Nsukwe |
| Eze of Uturu                           | Igbos / Uturu                     | A.E. Ude                                   | ?          | Isuikwuato    | Uturu                 |
| Igbojiakuru (Eze) of Alayi             | Igbos / Alayi                     | Ukeje Philip                               | ?          | Bende         | Alayi                 |
| Awu (Eze)of Isuamawu                   | Igbos / Isuikwuato                | Surveyor Chris E Aboh,FNIS                 | ?          | Isuikwuato    | Eluama Isuama         |
| Enachioken Of Abiriba                  | Igbos / Abiriba                   | Kalu Kalu Ogbu                             | ?          | Ohafia        | Abiriba               |
| Ohanyere I Of Ohiya                    | Igbos / Umuahia                   | Eze Abel E. Uhuegbue                       | ?          | Umuahia South | Abia                  |
| Ome Udo I Of Umueze, Ohiya             | Igbos / Ohiya                     | Nnanna S. Nwamarah                         | ?          | Umuahia South | Abia                  |
| Ome Udo II Of Umueze, Ohiya            | Igbos / Ohiya                     | Uche Nwamarah                              | ?          | Umuahia South | Abia                  |

## Cultura

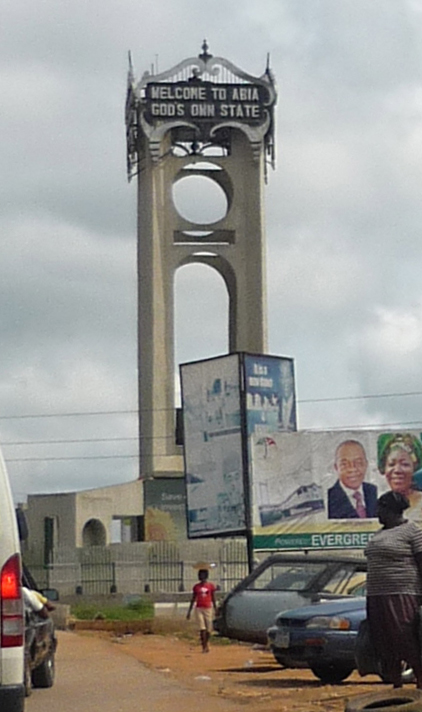
Abia Tower a Umuahia

### Religió
La majoria de la població d'Abia és creient de les diferents esglésies cristianes. També hi ha nombre important de musulmans i una minoria d'animistes que creuen en un ésser anomenat chukwu i que els déus tenen capacitat d'exercir influència en el destí dels homes.

### Educació i universitats
A Abia hi ha tres universitats: l'Universiat Michael Okpara d'Agricultura (federal) a Umudike, la Universitat Estatal d'Abia, a Uturu i la Universitat Gregory (privada), a Uturu.

### Turisme
Entre les zones de més interès turístic destaquen: l'Arochukwu long juju azurnini blue river a Ukwa, el Museu Nacional de Guerra a Umuahia i la seva rica herència cultural. Els principals centres d'atracció cultural són els vestits tradicional "Akwete" d'Ukwa East. Al riu Azurnini Blue hi ha piscines naturals.

## Persones notables
- Enyinnaya Abaribe, polític, governador diputat de l'estat d'Abia.
- David Solomon Abwo, futbolista professional, jugador a les lligues francesa i polonesa.[10]
- Uche Chukwumerije, polític, Senador de Nigèria.
- Chinweizu Ibekwe, periodista, poeta i crític literari. Associat a l'orientalisme negre.[11]
- Alvan Ikoku, polític, pedagog i activista.
- Eni Njoku, professor universitari i vice-canceller de la Universitat de Lagos.
- Nkechi Justina Nwaogu, política, Senadora de Nigèria.[12]
- Vincent Eze Ogbulafor, polític, Director del People's Democratic Party of Nigeria i Príncep d'Olokoro.[13]
- Danny Uchechi, futbolista professional i internacional amb les seleccions sub-20 i sub-23. Jugador a les lligues anglesa i sueca.
- Onyema Ugochukwu, economista, periodista i polític.
- Joshua Uzoigwe, compositor i etnomusicòleg, especialista en música tradicional igbo.[14]
- Jaja Wachuku, polític, antic Ministre d'Afers Exteriors de Nigèria I antic ambaixador de Nigèria a l'ONU.
- Josaiah Ndubuisi Wachuku, rei tradicional de Ngwaland.

### Persones d'Umuahia
- Johnson Aguiyi-Ironsi, cap d'estat militar de Nigèria.
- Pascal Atuma, actor, guionista, director i productor de cinema.[15]
- Osas Idehen, futbolista professional, internacional amb la selecció absoluta de Nigèria.[16]
- Michael Okpara, polític, premier de Nigèria Oriental entre el 1959 i el 1966.[17]

### Persones d'Aba
- Uche Agbo, ex-futbolista professional.[18]
- Onyekachi Apam, futbolista professional, internacional amb les seleccions sub-20 i absoluta de Nigèria.[19]
- Ola Balogun, director de cinema.
- MIchael Emenalo, ex-futbolista i entrenador de futbol, internacional amb la selecció absoluta de Nigèria.[20]
- Emeka Ezeugo, ex-futbolista i entrenador, internacional amb la selecció absoluta de Nigèria.[21]
- Emeka Ifejiagwa, ex-futbolista professional, internacional amb la selecció absoluta de Nigèria.[22]
- Benedict Iroha, ex-futbolista i entrenador, internacional amb la selecció absoluta de Nigèria.[23]
- Maxwell Kalu, futbolista professional.[24]
- Pascal Ojigwe futbolista professional, internacional amb la selecció absoluta de Nigèria.[25]
- Onyekachi Okonkwo, futbolista professional, internacional amb la selecció absoluta de Nigèria.[26]
- Ikechukwu Uche, futbolista professional i internacional amb la selecció absoluta de Nigèria, jugador a la lliga espanyola de futbol.[27]
- Rems Umeasiegbu escriptor i novel·lista.[28]